# Rolls-Royce Wraith (1938)
Rolls-Royce Wraith (не плутати з більш раннім автомобілем з двигуном Goshawk з малою потужністю, 25/30 к.с.) — виготовлявся компанією Rolls-Royce на фабриці в Дербі з 1938 по 1939 рік і постачався незалежним виробникам кузовів як рухоме шасі.
Wraith також називається новим купе, анонсованим Rolls-Royce у 2013 році.
Wraith — це давнє шотландське слово, що означає «привид» або «дух», яке продовжує нову (на той час) номенклатуру Rolls-Royce, яку вони прийняли, використовуючи слова, що стосуються тихого, милостивого, елегантного, рідко поміченого та дуже затребуваного з цих причин. Насправді назва Wraith походить від 40/50 к.с. (Silver Ghost), який був названий «The Wraith» його початковим власником.

## Конструкція шасі

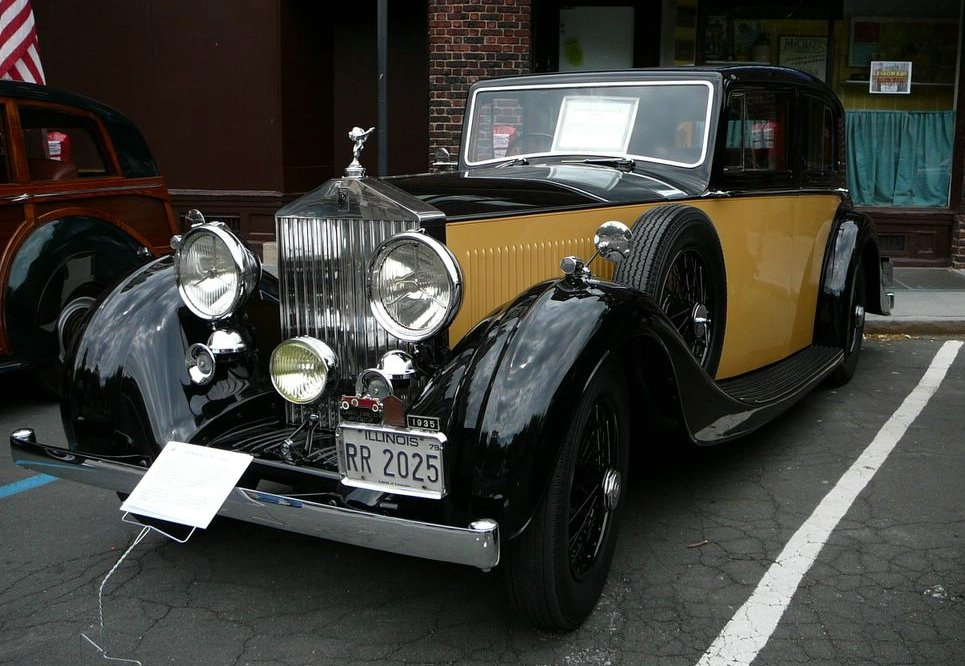
Rolls-Royce Wraith 1938

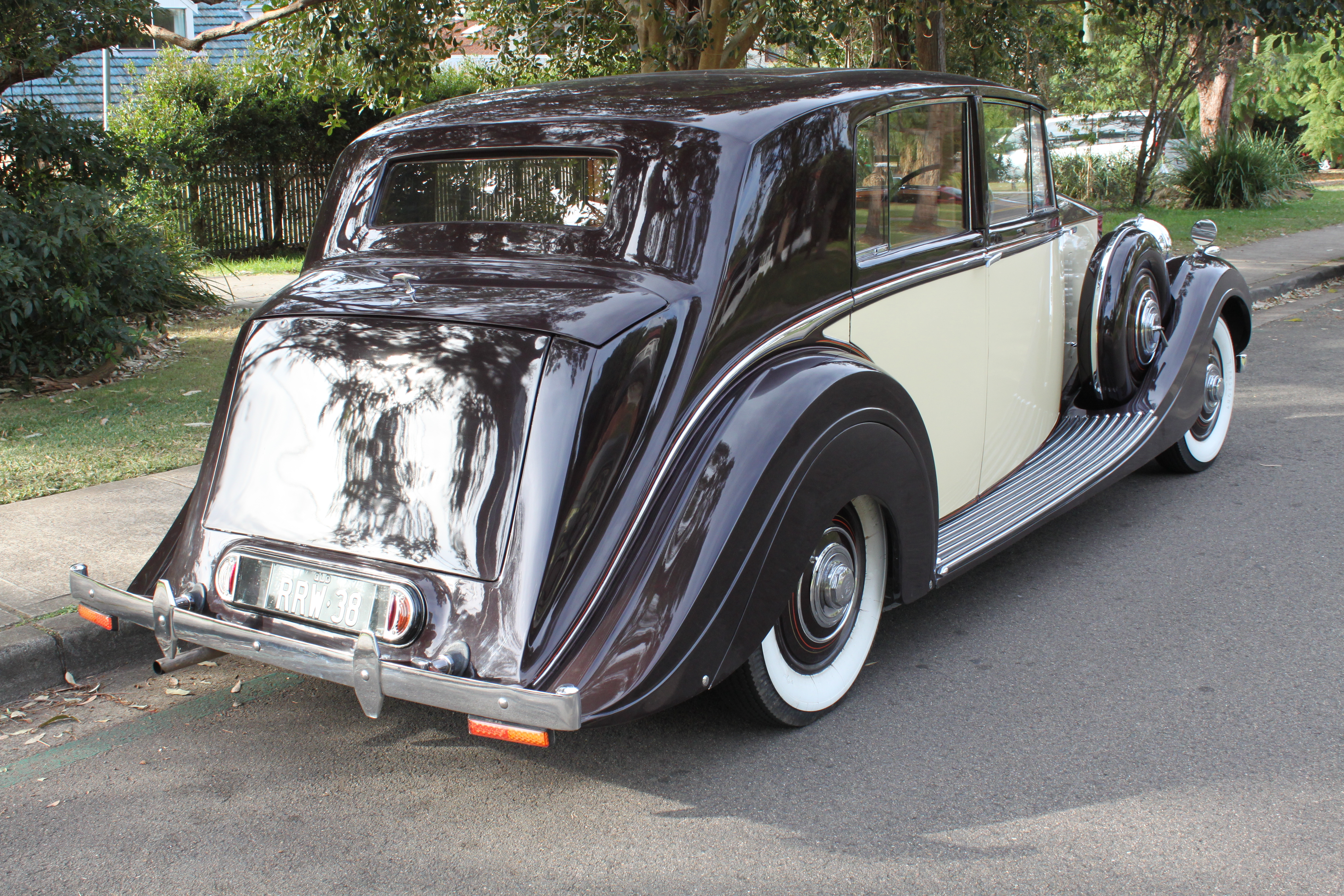
Седан Rolls-Royce Wraith 1938 року (шістдесят восьмий виготовлений Wraith)

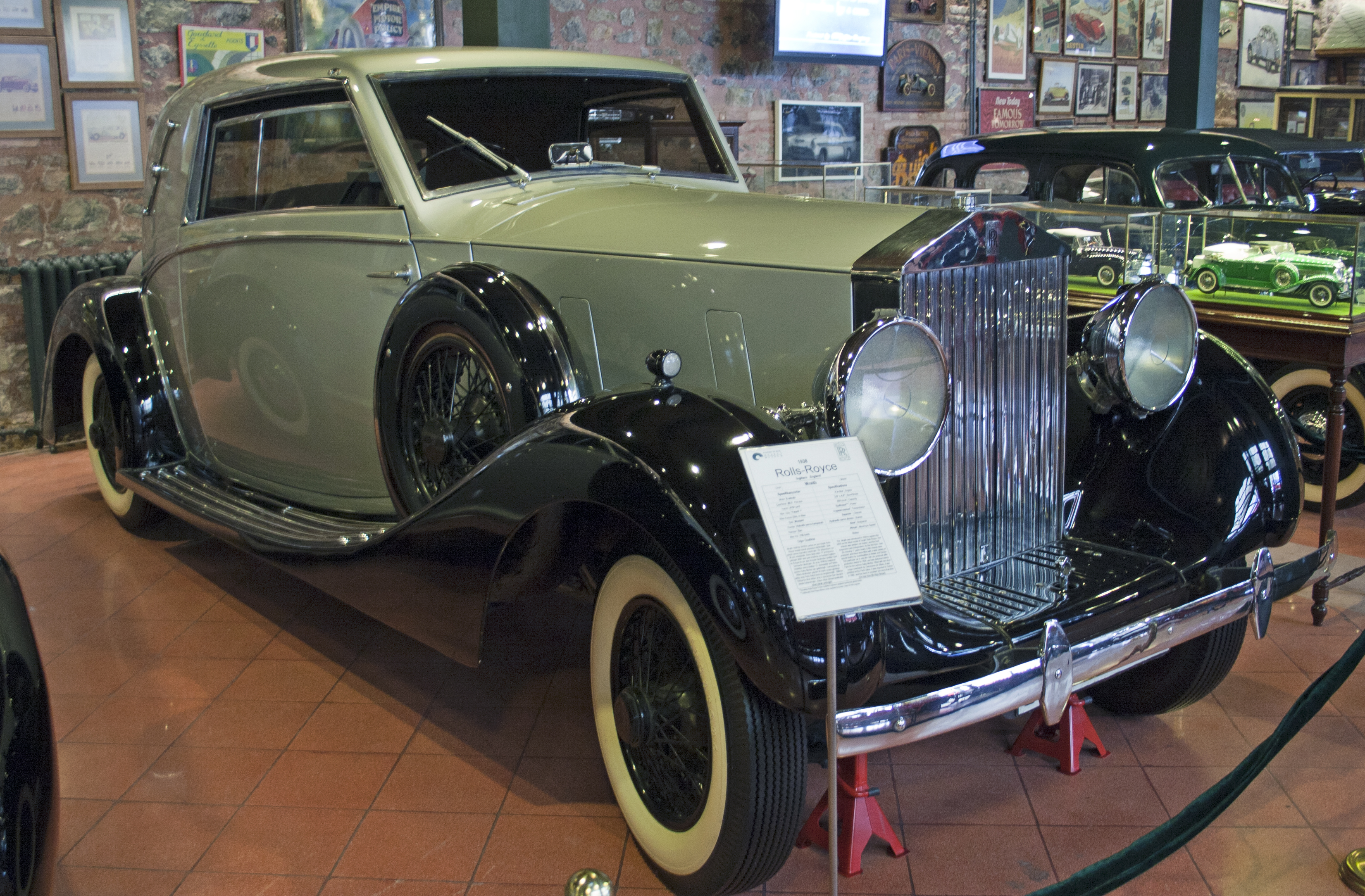
Rolls-Royce Wraith 1938 року із закритим кузовом купе від De Villars (дванадцятий виготовлений Wraith)

Рядний шестициліндровий, верхній клапан, 4257 cc двигун базувався на двигуні 25/30, але мав перехресну головку циліндра. Чотириступінчаста коробка передач мала синхронізацію на другій, третій і четвертій швидкостях і зберегла традиційне правостороннє перемикання.  Пізніші двигуни були використані як основа для Bentley MK V і Corniche.
Wraith мав незалежну передню підвіску з гвинтовими ресорами на основі Packard 120, що утримувала напівеліптичні листові ресори на задній осі. Коефіцієнт демпфування гідравлічних амортизаторів спереду контролювався регулятором і змінювався залежно від швидкості автомобіля, що робило його кращим за його попередника, 25/30 HP, і нарівні з Phantom III. Автомобіль як і раніше будувався на окремому шасі, але тепер воно мало зварну, а не традиційну клепану конструкцію. Барабанним гальмам допомагав механічний сервопривід, що приводився в дію двигуном, запатентованим Hispano-Suiza та виготовленим Rolls-Royce за ліцензією. Дротові колеса 17 шт діаметром дюймів, спиці, як правило, закриті знімними дисками. Під пасажирським сидінням була встановлена вбудована гідравлічна система підйому, що керується важелем.

## Продуктивність
Машин на базі шасі Wraith може досягти 85 миля/год (137 км/год); це дуже залежало від ваги та стилю тіла. В одному тесті журналу «The Motor» у жовтні 1938 року було зафіксовано час розгону 0–50 миль/год за 16,4 секунди.

## Дивись також
- Rolls-Royce Silver Wraith